# Dolany (powiat Klatovy)
Dolany – gmina w Czechach, w powiecie Klatovy, w kraju pilzneńskim. Według danych z dnia 1 stycznia 2014 liczyła 878 mieszkańców.